# Созвездие (яйцо Фаберже)
«Созве́здие» («Си́нее созве́здие Цесаре́вича») — незаконченное ювелирное яйцо, последнее из пятидесяти двух императорских пасхальных яиц, изготовленных фирмой Карла Фаберже для русской императорской семьи.
Является последним яйцом, изготовленным Фаберже для семьи Романовых. Было заказано Николаем II для своей жены, Александры Фёдоровны, как подарок на Пасху 2 апреля (по новому стилю — 15 апреля) 1917 года, но не было подарено из-за отречения царя от престола.

## Описание
Франц Бирбаум, главный художник фирмы Фаберже, в 1922 году описывал яйцо так:

… яйцо синего стекла, на котором было инкрустировано созвездие того дня, в котором родился наследник. Яйцо поддерживалось амурами из серебра и облаками матового горного хрусталя. Если не ошибаюсь, внутри были часы с вращающимся циферблатом. Изготовление этого яйца было прервано войною. Готовы были амуры, облака, само яйцо с инкрустациями и пьедестал не был окончен…— Ф. П. Бирбаум
Яйцо, выполненное из тёмно-синего кобальтового стекла, представляет собой небесную сферу. На ней выгравировано положение звёзд на небе во время рождения цесаревича Алексея (12 августа 1904 года). Яйцо должно было быть инкрустировано бриллиантами, огранёнными в форме розы (в некоторых местах они сохранились). Подставка выполнена из непрозрачного горного хрусталя в виде облака, на котором и располагается яйцо. Яйцо должны были украшать серебряные херувимы, но они не сохранились.

## Сюрприз
В ювелирное пасхальное яйцо «Созвездие», согласно первоначальному замыслу, должны были быть встроены часы, однако часовой механизм был утрачен.

## История
Предполагалось, что яйцо станет подарком императора Николая II, своей жене Александре Фёдоровне на Пасху 1917 года. Но в результате Февральской революции 15 марта 1917 года царь отрекается от престола.
Перед бегством за границу в 1925 году сын Карла Фаберже, Агафон передал А. Е. Ферсману ряд изделий своей фирмы, в том числе и разобранную композицию из двух половинок яйца и подставки в виде полупрозрачного облака.
В 2001 году обнаружено в фондах Минералогического музея и после реставрации находится в экспозиции.

### Яйцо в Баден-Бадене
По версии А. Н. Иванова, подлинное и законченное яйцо «Созвездие» принадлежит ему, и находится в Музее Фаберже в городе Баден-Баден. Тем не менее, имеется ряд очевидных различий с экспонатом, хранящимся в Минералогическом Музее Ферсмана. Иванов утверждает, что яйцо в Минералогическом музее на самом деле является лампой, которая также была заказана в фирме Фаберже. В отличие от экспоната Музея Ферсмана, яйцо, находящееся в Музее Фаберже, представляет собой сферу из синего стекла, инкрустированную бриллиантами, с поворачивающимся циферблатом и часовым механизмом внутри, на которой выгравировано созвездие Льва. Постамент для сферы сделан из цельного куска горного хрусталя, расположенного на нефритовой основе. Известно, что покупки этого музея достаточно спорные с точки зрения подлинности.
В России яйцо из коллекции Иванова впервые показали на выставке в Костроме весной 2011 года.